# Delias nais
Delias nais är en fjärilsart som beskrevs av Jordan 1912. Delias nais ingår i släktet Delias och familjen vitfjärilar. Inga underarter finns listade i Catalogue of Life.

## Bildgalleri

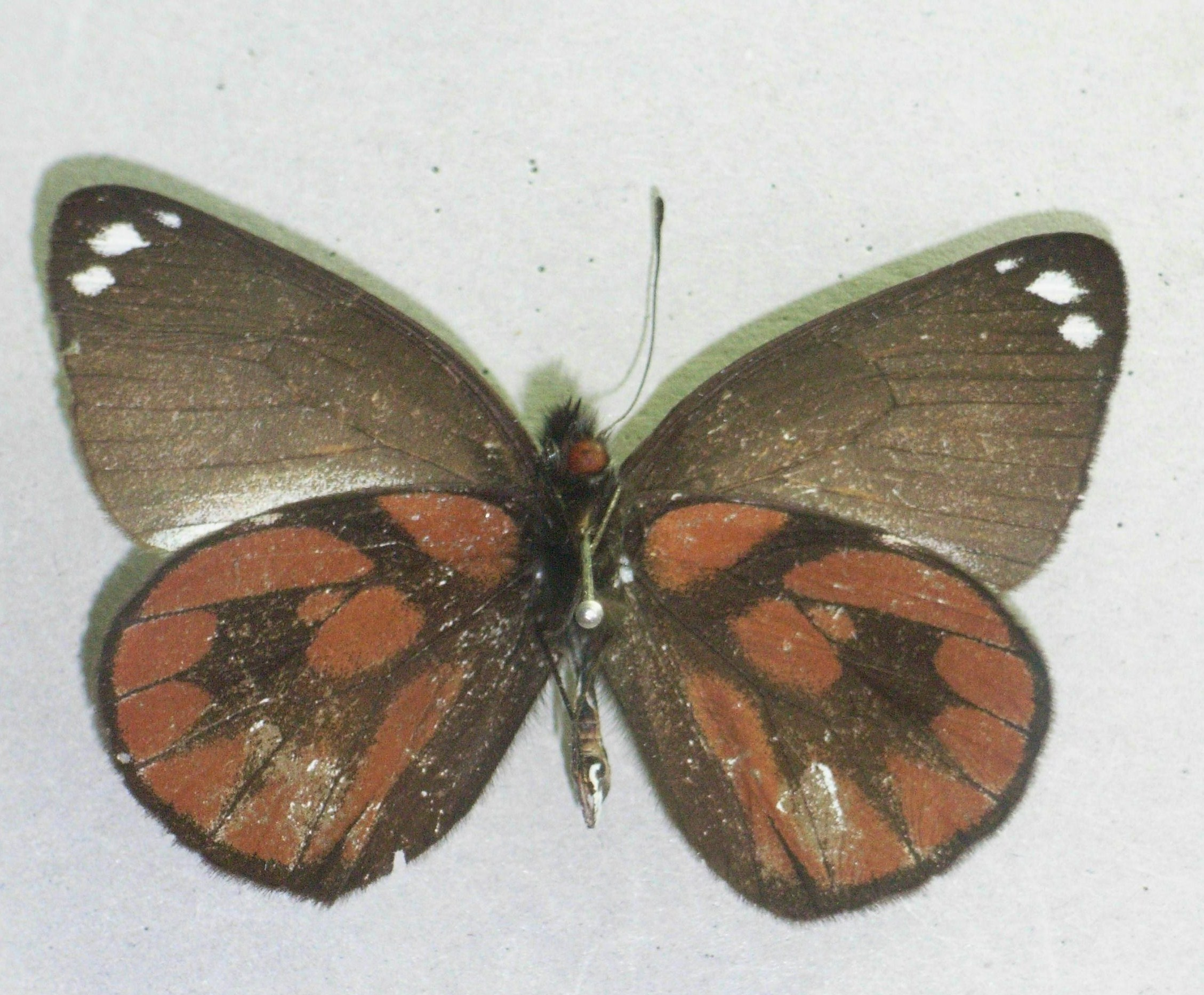
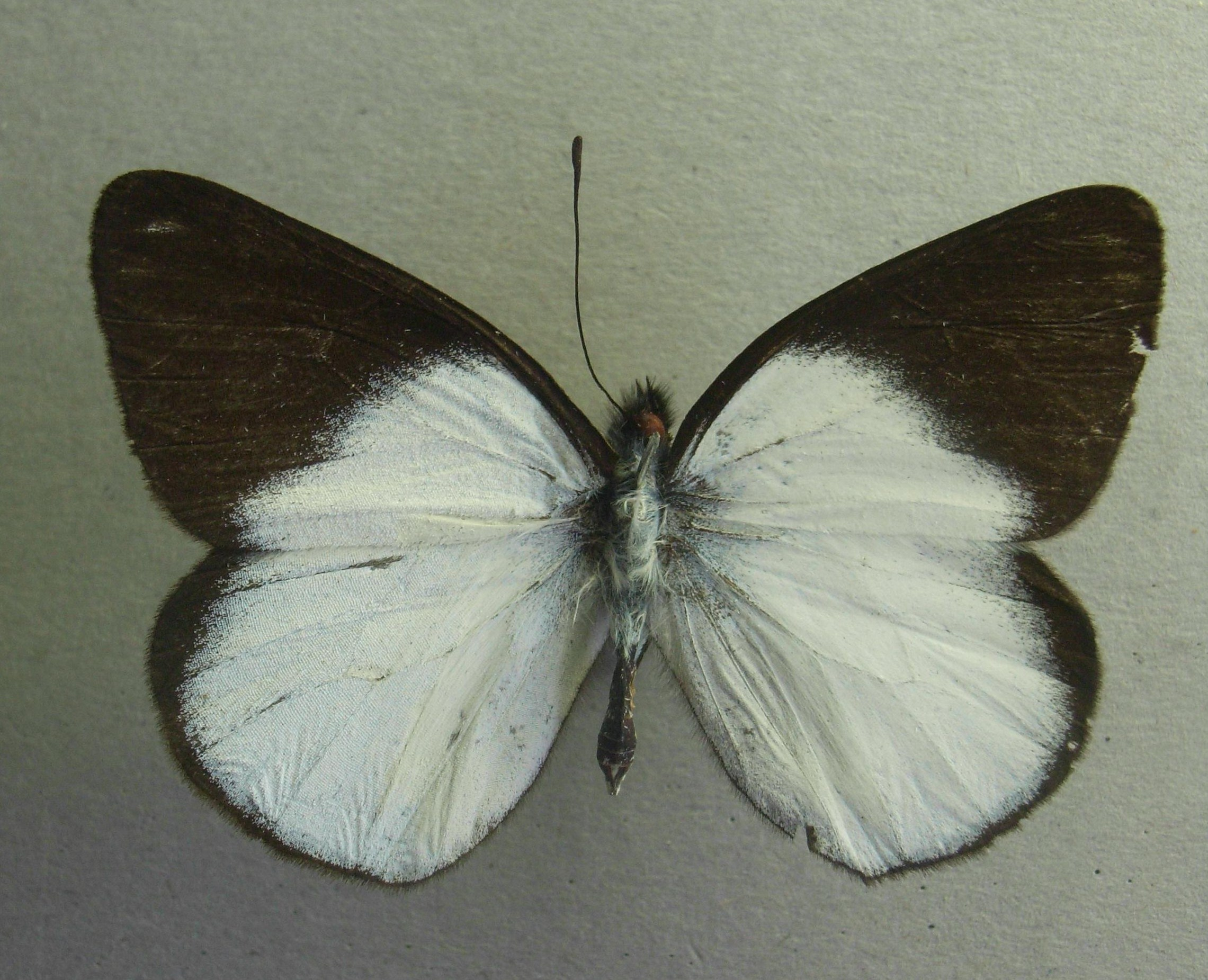